# Signe Toly Anderson
Signe Toly Anderson (15 de setembre de 1941-28 de gener de 2016) va ser una cantant nord-americana, un dels membres fundadors de la banda de rock Jefferson Airplane.

## Biografia

### Primers anys i unió amb Jefferson Airplane
Nascuda a Seattle, Signe Toly es va criar a Portland (Oregon) i era una cantant de jazz i folk localment coneguda i respectada abans d'unir-se a la Jefferson Airplane després d'un viatge a San Francisco. Aviat després d'unir-se a Airplane, es va casar amb un dels membres de Merry Pranksters, Jerry Anderson, un matrimoni que va durar de 1965 a 1974. Va cantar en el primer àlbum de Jefferson Airplane, Jefferson Airplane Takes Off, més notablement en la cançó «Chauffeur Blues». Anderson desconfiava del mànager original de l'Airplane, Matthew Katz, i va rebutjar signar un contracte amb ell fins que va inserir una clàusula de rescissió especial que l'alliberés a ella si deixés la banda per qualsevol raó.

### Sortida de Jefferson Airplane
Anderson, al juliol de 1966, va informar a Bill Graham que ella abandonava la banda després d'una sèrie d'espectacles que estaven fent a Chicago, indicant que portar al seu fill nounat, del seu llavors espòs Jerry Anderson, en la carretera no era factible. Graham, així i tot, li va demanar que es quedés amb la banda durant els concerts d'octubre en Winterland a San Francisco, i ella va accedir. Això va donar temps a la banda per buscar la seva substituta, escollint finalment a Grace Slick després d'haver declinat l'oferta Sherry Snow. Presumptament va haver-hi altres factors com l'hostilitat d'alguns membres de banda cap al seu marit (vegeu el llibre Got A Revolution - The Turbulent Flight of Jefferson Airplane).

### Espectacles finals
Les últimes aparicions en directe d'Anderson amb Jefferson Airplane van ser dues actuacions el 15 d'octubre de 1966 en The Fillmore. Ambdues actuacions van ser gravades (igual que la majoria d'espectacles del Fillmore) i han aparegut en alguns àlbums bootleg. L'agost de 2010, Collector's Choice music en col·laboració amb Sony finalment va llançar el segon xou en un CD oficial. En el que sembla el final de la segona part, Marty Balin torna a anunciar que Anderson deixa el grup. El seu adéu als seguidors, gravat per a la posteritat, va ser com segueix: «Vull que tots vosaltres porteu posades somriures i margarides i caixes de globus. Us vull a tots. Gràcies i adéu». A petició de diversos fans, Anderson i la banda van interpretar la cançó de la seva autoria, "Chauffeur Blues". Van acabar la nit amb "High Flying Bird", i així va acabar el període d'Anderson amb l'Airplane. La banda va tornar per tocar dues vegades més, la nit següent amb Grace Slick a bord de la banda per primera vegada.
Tot aquest concert va ser llançat oficialment en 2010 com Jefferson Airplane: Live At The Fillmore Auditorium 10/15/66 Signe's Farewell. La llista de cançons és la següent:
1. "Jam" (Signe Anderson, Paul Kantner, Marty Balin, Jorma Kaukonen, Jack Casady, Spencer Dryden)
2. "3/5 of a Mile in 10 Seconds" (Balin)
3. "Runnin Round This World" (Balin, Kantner)
4. "Tobacco Road" (John D. Loudermilk)
5. "Come Up The Year" (Balin, Kantner)
6. "Go To Her" (Kantner, Irving Estes)
7. "Fat Angel" (Donovan Leitch)
8. "And I Like It" (Balin, Kaukonen)
9. "In the Midnight Hour" (Wilson Pickett, Steve Cropper)
10. "Goodbye To Signe 1" (Balin)
11. "Chauffeur Blues" (Lester Melrose)
12. "High Flyin' Bird" (Billy Edd Wheeler)
13. "Goodbye To Signe 2" (Bill Graham)

### Vida després de Jefferson Airplane
Després de deixar l'Airplane va tornar a Oregon on va cantar durant nou anys amb una banda de deu músics, Carl Smith and the Natural Gas Company. A mitjan anys 70 va sofrir i es va recuperar d'un càncer. El 1977 es va casar amb el contractista d'obres local Michael Alois Ettlin, i va continuar cantant amb Carl Smith. A mitjan anys 90, Anderson va patir més problemes de salut seriosos. Mentre es recuperava d'aquestes malalties la seva família va afrontar els forts problemes financers pels costos que van implicar.
Va fer aparicions com a convidada amb KBC Band i Jefferson Starship.
El marit d'Anderson, Michael Alois Ettlin, va morir a l'edat de 62, el 21 de febrer de 2011.
Anderson va morir el 28 de gener de 2016, el mateix dia que el seu amic, cofundador de la Jefferson, Paul Kantner.